# Leone Giovanni Battista Nigris
Leone Giovanni Battista Nigris (ur. 27 sierpnia 1884 w Ampezzo, zm. 21 września 1964 w Rzymie) – włoski duchowny rzymskokatolicki, arcybiskup, dyplomata papieski, delegat apostolski w Albanii.

## Życiorys
18 lipca 1909 otrzymał święcenia prezbiteriatu. Następnie do czasu nominacji biskupiej pracował jako nauczyciel i wykładowca w szkołach i na uniwersytecie.
18 sierpnia 1938 papież Pius XI mianował go delegatem apostolskim w Albanii oraz arcybiskupem tytularnym filippińskim. 25 września 1938 przyjął sakrę biskupią z rąk arcybiskupa Udine Giuseppe Nogary. Współkonsekratorami byli sekretarz Świętej Kongregacji Rozkrzewiania Wiary abp Celso Costantini oraz biskup Concordii (Sagittarii) Luigi Paulini.
W 1940 papież Pius XII mianował go dodatkowo administratorem apostolskim Południowej Albanii, którym był do 1945.
W 1945 reżim komunistyczny, który przejął władzę w Albanii, rozpoczął prześladowanie Kościoła katolickiego i zmusił abp Nigrisa do opuszczenia kraju. Abp Nigris oficjalnie zrzekł się urzędu delegata apostolskiego w Albanii w 1947. W 1945 powrócił do Włoch, gdzie w kolejnych latach pracował w Świętej Kongregacji Rozkrzewiania Wiary oraz naukowo.
Jako ojciec soborowy wziął udział w pierwszej i drugiej sesji soboru watykańskiego II.